# Mikroverfahrenstechnik
Mikroverfahrenstechnik (englisch micro process engineering) ist die Wissenschaft von chemischen und/oder physikalischen Prozessen, die sich innerhalb kleiner Volumina, typischerweise in Kanälen mit Durchmessern von unter 1 mm (Mikrokanälen) abspielen (Siehe Mikrofluidik). Die Prozesse laufen dabei typischerweise im Durchflussbetrieb (im Gegensatz zum Batchbetrieb) und in einem Durchsatzbereich (Stoffmenge pro Zeitspanne) ab, der die Mikroverfahrenstechnik für die industrielle Produktion relevant werden lässt. Mikroverfahrenstechnik grenzt sich somit von der Mikrochemie ab, bei der Reaktionen bzw. die Analyse („Mikroanalyse“) von insgesamt nur kleinen Stoffmengen betrachtet werden.
Die besonderen Vorzüge von mikrostrukturierten gegenüber konventionellen Reaktoren sind verbesserter Wärmeübergang durch das größere Verhältnis von Oberfläche zu Volumen sowie verbesserter Stoffübergang.